# Łyżwiarstwo szybkie

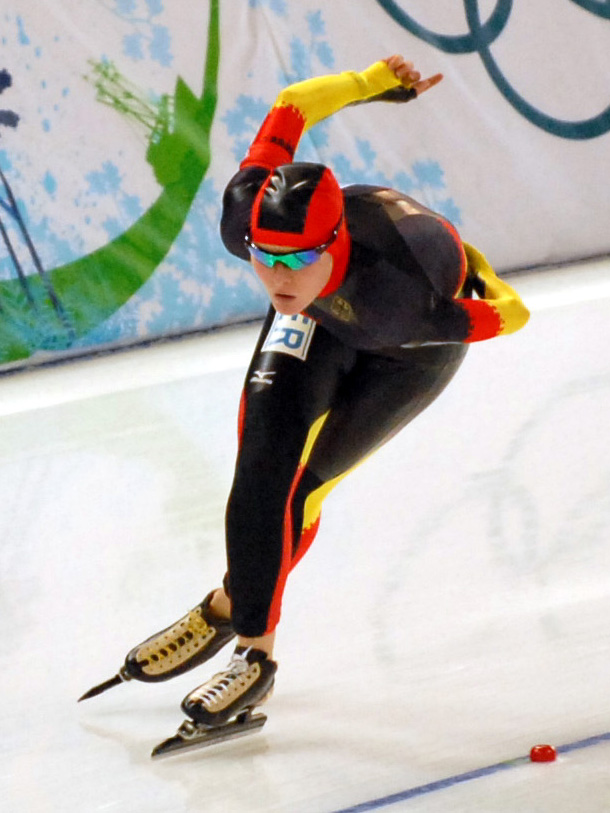
Łyżwiarka szybka Stephanie Beckert

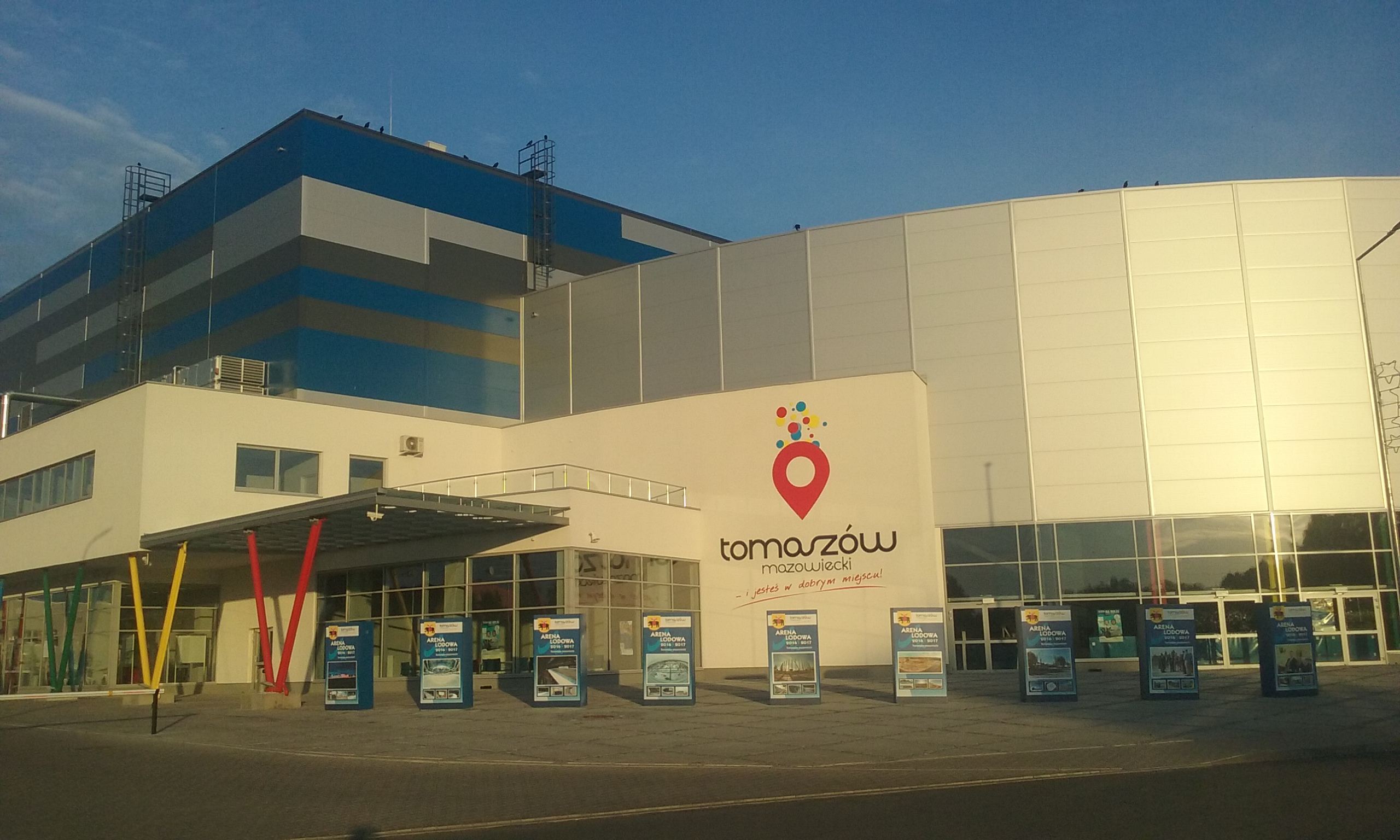
Pierwszy w Polsce całoroczny tor łyżwiarstwa szybkiego – Arena Lodowa Tomaszów Mazowiecki

Łyżwiarstwo szybkie – dyscyplina zimowa, w której celem zawodnika jest jak najszybsze przejechanie na łyżwach określonego dystansu po torze lodowym. Sportowca uprawiającego łyżwiarstwo szybkie nazywa się panczenistą.
Łyżwiarze startują w parach i każdy z nich jedzie na zmianę po torach wewnętrznym i zewnętrznym. Zawodnicy jadący w danej parze nie eliminują się wzajemnie, ważny jest jedynie czas, jaki osiągnął każdy z nich (przy ustalaniu klasyfikacji bierze się pod uwagę czasy wszystkich zawodników).
Światową czołówkę w łyżwiarstwie szybkim stanowią obecnie zawodnicy pochodzący z Holandii, gdzie dyscyplina ta cieszy się dużą popularnością. Coraz większą rolę odgrywa nowoczesny sprzęt, przede wszystkim kostiumy zawodników, które muszą cechować się dobrą aerodynamiką.
Odmianę łyżwiarstwa szybkiego stanowią zawody rozgrywane na krótkim torze (ang. short track). W tej konkurencji w wyścigu startuje kilku zawodników. W odróżnieniu od zawodów na długim torze liczy się tutaj miejsce, które zawodnik zajmie w wyścigu. Do czołówki światowej należą łyżwiarze z krajów azjatyckich.

## Zasady
Łyżwiarze szybcy jeżdżą po owalnym torze o długości 400 m, na którym są dwa tory jazdy: zewnętrzny (zawodnik, który rozpoczyna wyścig na torze zewnętrznym, oznaczany jest czerwoną opaską na ramieniu) i wewnętrzny (biała opaska). Długość toru mierzona jest w ten sposób, że 400 m pokonuje zawodnik, który połowę toru (jeden wiraż) przejedzie po zewnętrznym, a połowę po wewnętrznym torze. Na każdym okrążeniu zawodnicy zamieniają się torami jazdy. Zawodnicy jeżdżą kolejno parami, które są losowane, ale w zależności od rodzaju zawodów sposób losowania może się wiązać z rankingiem zawodników. Rywalizują na czas, przejeżdżając dystans jeden raz (z wyjątkiem wyścigu na 500 m). Przekroczenie wewnętrznej krawędzi własnego toru oznacza dyskwalifikację, przekroczenie zewnętrznej nie, jeśli nie przeszkadza partnerowi. W chwili przejeżdżania linii mety zawodnik musi mieć obie łyżwy postawione na lodzie – minięcie linii mety z uniesioną jedną choćby nogą oznacza dyskwalifikację.
Na końcu finiszowej prostej oznaczona jest linia mety, przeciwległa prosta jest miejscem, w którym na każdym okrążeniu zawodnicy zamieniają się torami: zawodnik z toru wewnętrznego przechodzi na zewnętrzny, a ten z toru zewnętrznego – na wewnętrzny. W przypadku, gdyby zawodnicy z wirażu wyjechali równo obok siebie, pierwszeństwo ma zawodnik zjeżdżający z zewnętrznego toru na wewnętrzny, ponieważ jeśli dogonił rywala jadącego krótszym torem, to jedzie szybciej i za to jest premiowany.
W wyścigu na 500 m zawodnicy przejeżdżają dystans dwa razy i czas dwóch biegów jest sumowany, ponieważ przy pokonaniu tylko 100 m po prostej, a następnie 400 m pełnego okrążenia, jest istotne, czy zawodnik pokonuje pierwszy wiraż po wewnętrznej, a drugi po zewnętrznej, czy odwrotnie. Dla wyrównania szans każdy zawodnik przejeżdża więc dystans dwa razy, raz zaczynając torem wewnętrznym, raz zewnętrznym. Przy dłuższych dystansach, gdy wiraży pokonuje się więcej, nie ma to już znaczenia.
Biegi drużynowe polegają na równoczesnym biegu dwóch trzyosobowych drużyn, startujących z miejsc na środku obu prostych, po przeciwległych stronach toru. Rozgrywane są jako wyścig na dochodzenie, którego reguły przejęto z kolarstwa torowego. Wyścig mężczyzn rozgrywany jest na dystansie 8 okrążeń toru, kobiet na dystansie 6 okrążeń. Zwyczajowo uznaje się je za dystanse 3.200 m i 2.400 m, choć w rzeczywistości wyścigi te są nieco krótsze, gdyż zawodnicy mając do dyspozycji całą szerokość toru, w praktyce jeżdżą tylko po krótszym torze wewnętrznym. Decyduje czas ostatniego z trzech zawodników, zatem wszyscy zawodnicy muszą ukończyć wyścig.

## Konkurencje
- 500 m
- 1000 m
- 1500 m
- 3000 m
- 5000 m
- 10 000 m
- biegi drużynowe
- kombinacja 500/1000/500/1000 m
- kombinacja 500/3000/1500/5000 m
- kombinacja 500/5000/1500/10 000 m (mężczyźni)
- kombinacja 500/1500/1000/3000 m (kobiety)

## Etymologia
Nazwa panczenista pochodzi od nazwiska rosyjskiego łyżwiarza, Aleksandra Panszyna.